# Westmont (Califòrnia)
Westmont és una concentració de població designada pel cens dels Estats Units a l'estat de Califòrnia. Segons el cens del 2000 tenia 31.623 habitants.

## Demografia
Segons el cens del 2000, Westmont tenia 31.623 habitants, 9.255 habitatges, i 7.089 famílies. La densitat de població era de 6.599,8 habitants/km².
Dels 9.255 habitatges en un 47,3% hi vivien nens de menys de 18 anys, en un 33,9% hi vivien parelles casades, en un 34,9% dones solteres, i en un 23,4% no eren unitats familiars. En el 19,2% dels habitatges hi vivien persones soles el 5% de les quals corresponia a persones de 65 anys o més que vivien soles. El nombre mitjà de persones vivint en cada habitatge era de 3,41 i el nombre mitjà de persones que vivien en cada família era de 3,85.
Per edats la població es repartia de la següent manera: un 37,8% tenia menys de 18 anys, un 10,5% entre 18 i 24, un 29,3% entre 25 i 44, un 16,3% de 45 a 60 i un 6% 65 anys o més.
L'edat mediana era de 26 anys. Per cada 100 dones de 18 o més anys hi havia 78,5 homes.
La renda mediana per habitatge era de 23.323 $ i la renda mediana per família de 23.712 $. Els homes tenien una renda mediana de 24.682 $ mentre que les dones 25.775 $. La renda per capita de la població era de 9.765 $. Entorn del 35,3% de les famílies i el 36,9% de la població estaven per davall del llindar de pobresa.

## Poblacions més properes
El següent diagrama mostra les poblacions més properes.